# Nati nel 1981/Febbraio
| Questa pagina contiene informazioni ricavate automaticamente dalle voci biografiche con l'ausilio del template Bio e di un bot. L'aggiornamento è periodico e automatico e ricostruisce completamente la pagina. Se manca una persona in questa lista, sei pregato di non aggiungerla, ma accertati piuttosto che la sua voce biografica contenga il template Bio e che i dati anagrafici siano correttamente compilati. Se il template Bio manca, inseriscilo tu stesso o, in alternativa, metti l'avviso {{tmp\|Bio}} che ne segnala la mancanza. Se i dati riportati sono sbagliati, correggi direttamente la voce biografica; le modifiche saranno visibili in questa lista entro pochi giorni. Per chiarimenti vedi il progetto biografie. La lista contiene solo le 400 persone che sono citate nell'enciclopedia e per le quali è stato implementato correttamente il template Bio. Pagina aggiornata al 26 lug 2025. |

- 1º febbraio - Pablo Casado, politico spagnolo
- 1º febbraio - Federica Faiella, danzatrice su ghiaccio italiana
- 1º febbraio - John Gemberling, attore e comico statunitense
- 1º febbraio - Christian Giménez, allenatore di calcio e ex calciatore argentino
- 1º febbraio - Lamá, ex calciatore angolano
- 1º febbraio - Edmond N'Tiamoah, ex calciatore ghanese
- 1º febbraio - Taiji Nishitani, dirigente sportivo, ex ciclista su strada e pistard giapponese
- 1º febbraio - Gustaf Norén, cantante e chitarrista svedese
- 1º febbraio - Nelson Pinto, ex calciatore cileno
- 1º febbraio - Carlos Saavedra, ex calciatore portoghese
- 2 febbraio - Lance Allred, ex cestista statunitense
- 2 febbraio - Emre Aydın, cantautore turco
- 2 febbraio - Du Bala, ex calciatore brasiliano
- 2 febbraio - Moataz Ben Amer, calciatore libico
- 2 febbraio - Emanuele Calchetti, copilota di rally italiano
- 2 febbraio - Phillimon Chipeta, ex calciatore zambiano
- 2 febbraio - Carl English, ex cestista canadese
- 2 febbraio - Salem al-Hazmi, terrorista saudita († 2001)
- 2 febbraio - Raman Kirėnkin, ex calciatore bielorusso
- 2 febbraio - Dexter Lewis, calciatore costaricano
- 2 febbraio - Marianna Marini, ex calciatrice e allenatrice di calcio italiana
- 2 febbraio - Guillermo Marino, ex calciatore argentino
- 2 febbraio - Matteo Melchiorre, scrittore italiano
- 2 febbraio - Marco Missiroli, scrittore italiano
- 2 febbraio - Mirko Murovic, ex hockeista su ghiaccio canadese
- 2 febbraio - Nizami Paşayev, ex sollevatore azero
- 2 febbraio - Justin Reiter, ex snowboarder statunitense
- 2 febbraio - Emily Rose, attrice statunitense
- 2 febbraio - Ciprian Tănasă, ex calciatore rumeno
- 2 febbraio - Guwançmuhammet Öwekow, ex calciatore turkmeno
- 3 febbraio - SebastiAn, musicista francese
- 3 febbraio - Modeste Eta, ex calciatore congolese (Repubblica del Congo)
- 3 febbraio - Manuel Gaspar Haro, ex calciatore spagnolo
- 3 febbraio - Micah P. Hinson, cantautore e chitarrista statunitense
- 3 febbraio - Vedran Ješe, ex calciatore croato
- 3 febbraio - James Laxton, direttore della fotografia statunitense
- 3 febbraio - Mehdi Rahmati, allenatore di calcio e ex calciatore iraniano
- 3 febbraio - Maurice Ross, allenatore di calcio e ex calciatore scozzese
- 3 febbraio - Ingrid Rumpfhuber, ex sciatrice alpina austriaca
- 3 febbraio - Ben Sigmund, ex calciatore neozelandese
- 3 febbraio - Frederick Vah, ex calciatore liberiano
- 4 febbraio - Alecsandro Barbosa Filisbino, ex calciatore brasiliano
- 4 febbraio - Aljaksej Baha, allenatore di calcio e ex calciatore bielorusso
- 4 febbraio - Marisa Casanueva, maratoneta e mezzofondista spagnola
- 4 febbraio - Paulien van Deutekom, pattinatrice di velocità su ghiaccio olandese († 2019)
- 4 febbraio - Ruslan Hryščenko, ciclista su strada ucraino
- 4 febbraio - Jason Kapono, ex cestista statunitense
- 4 febbraio - Risto Mattila, ex snowboarder finlandese
- 4 febbraio - Nedžad Mulabegović, pesista croato
- 4 febbraio - José Miguel Organista Simões Aguiar, ex calciatore portoghese
- 4 febbraio - Sabrina Sato, modella, danzatrice e attrice brasiliana
- 4 febbraio - Johan Vansummeren, ex ciclista su strada belga
- 5 febbraio - Wesam Rizik, allenatore di calcio e ex calciatore qatariota
- 5 febbraio - Adassa, cantautrice e attrice statunitense
- 5 febbraio - Zied Bhairi, ex calciatore tunisino
- 5 febbraio - Benoît Chauvet, fondista francese
- 5 febbraio - Branislav Fodrek, allenatore di calcio e ex calciatore slovacco
- 5 febbraio - Sara Foster, modella e attrice statunitense
- 5 febbraio - Mia Hansen-Løve, regista e sceneggiatrice francese
- 5 febbraio - Crystle Lightning, attrice canadese
- 5 febbraio - Francesco Musolino, giornalista e scrittore italiano
- 5 febbraio - José Pinto, ex rugbista a 15 portoghese
- 5 febbraio - Pape Thiaw, allenatore di calcio e ex calciatore senegalese
- 5 febbraio - Loukas Vyntra, ex calciatore ceco
- 5 febbraio - Nora Zehetner, attrice statunitense
- 5 febbraio - Julie Zenatti, cantante francese
- 6 febbraio - Samuele Dalla Bona, ex calciatore italiano
- 6 febbraio - Alan Gagloev, politico georgiano
- 6 febbraio - Ciro Guerra, regista e sceneggiatore colombiano
- 6 febbraio - Andy Hilbert, ex hockeista su ghiaccio statunitense
- 6 febbraio - Jens Lekman, cantautore e musicista svedese
- 6 febbraio - Luis García Fernández, allenatore di calcio e ex calciatore spagnolo
- 7 febbraio - Chen Szu-yuan, arciere taiwanese
- 7 febbraio - Robert Gašpar, ex calciatore australiano
- 7 febbraio - Danny Guijt, calciatore olandese
- 7 febbraio - Ken Kotyk, bobbista canadese
- 7 febbraio - Darcy Dolce Neto, ex calciatore brasiliano
- 7 febbraio - James Snyder, attore e cantante statunitense
- 7 febbraio - Jimmie Wilson, cantante statunitense
- 8 febbraio - Emanuele Birarelli, ex pallavolista italiano
- 8 febbraio - Krzysztof Brede, allenatore di calcio e ex calciatore polacco
- 8 febbraio - Jorge Brítez, calciatore paraguaiano
- 8 febbraio - Benjamin Eze, ex cestista nigeriano
- 8 febbraio - Steve Gohouri, calciatore ivoriano († 2015)
- 8 febbraio - Bertrand Grospellier, giocatore di poker e videogiocatore francese
- 8 febbraio - Amir Hadj Massaoued, ex calciatore tunisino
- 8 febbraio - Gibran Hamdan, ex giocatore di football americano statunitense
- 8 febbraio - Jani Modig, ex giocatore di calcio a 5 e ex calciatore finlandese
- 8 febbraio - Dawn Olivieri, attrice e ex modella statunitense
- 8 febbraio - Stalin Ortiz, cestista colombiano
- 8 febbraio - Jim Parrack, attore statunitense
- 8 febbraio - Semën Poltavskij, ex pallavolista ucraino
- 8 febbraio - Turk, rapper statunitense
- 8 febbraio - Aurélie Védy, ex tennista francese
- 9 febbraio - Patricio Albacete, ex rugbista a 15 argentino
- 9 febbraio - James Forrester, ex rugbista a 15 britannico
- 9 febbraio - Tom Hiddleston, attore britannico
- 9 febbraio - Silvio Orlando, allenatore di rugby a 15 e ex rugbista a 15 italiano
- 9 febbraio - Kristian Pless, ex tennista danese
- 9 febbraio - Jaroslav Pospíšil, tennista ceco
- 9 febbraio - Milan Rakič, ex calciatore sloveno
- 9 febbraio - Daisuke Sekimoto, wrestler giapponese
- 9 febbraio - The Rev, batterista statunitense († 2009)
- 9 febbraio - Tian Jia, giocatrice di beach volley cinese
- 9 febbraio - Māris Urtāns, pesista e discobolo lettone
- 9 febbraio - Luke Whitehead, ex cestista statunitense
- 10 febbraio - Uzo Aduba, attrice e doppiatrice statunitense
- 10 febbraio - Muhamed Alaim, ex calciatore bosniaco
- 10 febbraio - Aloysius Anagonye, ex cestista nigeriano
- 10 febbraio - Fränzi Aufdenblatten, ex sciatrice alpina svizzera
- 10 febbraio - Stephanie Beatriz, attrice argentina
- 10 febbraio - Max Brown, attore britannico
- 10 febbraio - Cho Yeo-jeong, attrice sudcoreana
- 10 febbraio - Norbert Feher, serial killer serbo
- 10 febbraio - Daniel Hallingström, ex calciatore svedese
- 10 febbraio - Jennifer Hopkins, ex tennista statunitense
- 10 febbraio - Julius Jenkins, ex cestista statunitense
- 10 febbraio - Andrew Johnson, ex calciatore inglese
- 10 febbraio - Gilda Jovine, modella dominicana
- 10 febbraio - Gakuto Kondō, ex calciatore giapponese
- 10 febbraio - Anastasija Pustovojtova, arbitro di calcio e ex calciatrice russa
- 10 febbraio - Lerdsila Phuket Top Team, thaiboxer thailandese
- 10 febbraio - Barry Sloane, attore britannico
- 10 febbraio - Natasha St-Pier, cantante canadese
- 10 febbraio - Le'coe Willingham, ex cestista e allenatrice di pallacanestro statunitense
- 10 febbraio - Holly Willoughby, conduttrice televisiva, modella e scrittrice britannica
- 11 febbraio - Aritz Aduriz, ex calciatore spagnolo
- 11 febbraio - Juan José Cobo, ex ciclista su strada spagnolo
- 11 febbraio - Jaroslav Levinský, allenatore di tennis e ex tennista ceco
- 11 febbraio - Christian Mair, hockeista su ghiaccio italiano
- 11 febbraio - Edoardo Molinari, golfista italiano
- 11 febbraio - Víctor Pérez, regista, effettista e attore spagnolo
- 11 febbraio - Espen Rian, ex combinatista nordico norvegese
- 11 febbraio - Rim Kun-u, ex calciatore nordcoreano
- 11 febbraio - Sonia Rolland, modella e attrice francese
- 11 febbraio - Kelly Rowland, cantautrice e attrice statunitense
- 11 febbraio - Marco Stella, allenatore di calcio e ex calciatore italiano
- 11 febbraio - Michael Theoklitos, allenatore di calcio e ex calciatore australiano
- 11 febbraio - Shannon Torregrosa, pallavolista statunitense
- 11 febbraio - Wu Wenxiong, sollevatore cinese
- 12 febbraio - Nabil Boudissa, ex cestista francese
- 12 febbraio - Ivan Cvetković, calciatore serbo
- 12 febbraio - Miah Davis, ex cestista statunitense
- 12 febbraio - Raúl Entrerríos, allenatore di pallamano e ex pallamanista spagnolo
- 12 febbraio - Miguel Ángel García Pérez-Roldán, ex calciatore spagnolo
- 12 febbraio - Lisa Hannigan, musicista e cantante irlandese
- 12 febbraio - Jesse Hutch, attore canadese
- 12 febbraio - Cathy Joens, ex cestista statunitense
- 12 febbraio - Colin McMenamin, ex calciatore scozzese
- 12 febbraio - Sara Pettinelli, rugbista a 15 e dirigente sportiva italiana
- 12 febbraio - Enrico Pozzo, ex ginnasta italiano
- 12 febbraio - Oleg Saprykin, hockeista su ghiaccio russo
- 12 febbraio - José Luis Capdevila, allenatore di calcio e ex calciatore spagnolo
- 12 febbraio - Sean Wright, thaiboxer, kickboxer e artista marziale scozzese
- 12 febbraio - Zhang Li, schermitrice cinese
- 13 febbraio - Matías Agüero, ex rugbista a 15 e allenatore di rugby a 15 argentino
- 13 febbraio - Milan Bjegović, ex cestista serbo
- 13 febbraio - Daniel Braid, ex rugbista a 15 e allenatore di rugby a 15 neozelandese
- 13 febbraio - Chris Doig, ex calciatore scozzese
- 13 febbraio - Yōsuke Fujigaya, ex calciatore giapponese
- 13 febbraio - Luisão, dirigente sportivo e ex calciatore brasiliano
- 13 febbraio - Ljubo Miličević, ex calciatore australiano
- 13 febbraio - Liam Miller, calciatore irlandese († 2018)
- 13 febbraio - Khaled Mouelhi, ex calciatore tunisino
- 13 febbraio - Tenema N'Diaye, ex calciatore maliano
- 13 febbraio - Mattia Nalesso, nuotatore italiano
- 13 febbraio - Stefan Nebel, pilota motociclistico tedesco
- 13 febbraio - Luke Ridnour, ex cestista statunitense
- 13 febbraio - Arjan Sheta, ex calciatore albanese
- 13 febbraio - Shane Told, cantautore e musicista canadese
- 13 febbraio - Josip Škorić, allenatore di calcio e ex calciatore croato
- 14 febbraio - Patrick Bona, dirigente sportivo e ex hockeista su ghiaccio italiano
- 14 febbraio - Matteo Brighi, ex calciatore italiano
- 14 febbraio - Daniel Brückner, calciatore tedesco
- 14 febbraio - Joe Cullen, ex hockeista su ghiaccio statunitense
- 14 febbraio - Alessio Deli, scultore italiano
- 14 febbraio - Luca Granato, regista e direttore della fotografia italiano
- 14 febbraio - Ayako Hamada, wrestler giapponese
- 14 febbraio - Patrick Heusinger, attore statunitense
- 14 febbraio - Josef Jindřišek, calciatore ceco
- 14 febbraio - Kara Lawson, ex cestista e allenatrice di pallacanestro statunitense
- 14 febbraio - Matías Mantilla, ex calciatore argentino
- 14 febbraio - Randy de Puniet, pilota motociclistico francese
- 14 febbraio - Darroh Sudderth, cantante statunitense
- 15 febbraio - TinkaBelle, cantante svizzera
- 15 febbraio - Raimoana Bennett, ex calciatore tahitiano
- 15 febbraio - Oleksij Bjelik, ex calciatore ucraino
- 15 febbraio - Florian Boucansaud, ex calciatore francese
- 15 febbraio - Abdurrahman Dereli, ex calciatore turco
- 15 febbraio - Emil Gărgorov, calciatore bulgaro
- 15 febbraio - Heurelho Gomes, ex calciatore brasiliano
- 15 febbraio - Luis Alberto Hernández Díaz, ex calciatore e allenatore di calcio peruviano
- 15 febbraio - Hong Soo-hyun, attrice sudcoreana
- 15 febbraio - Matt Hoopes, chitarrista statunitense
- 15 febbraio - Giorgio Intoppa, ex rugbista a 15 e preparatore atletico italiano
- 15 febbraio - Nicola Lucchi, scrittore italiano
- 15 febbraio - Diego Alfonso Martínez, ex calciatore messicano
- 15 febbraio - Massimo Nicolini, attore italiano
- 15 febbraio - Olivia, cantante statunitense
- 15 febbraio - Nicolas Rostoucher, ex nuotatore francese
- 16 febbraio - Olivier Deschacht, allenatore di calcio e ex calciatore belga
- 16 febbraio - Susanna Kallur, ex ostacolista svedese
- 16 febbraio - Vincenza Labriola, politica italiana
- 16 febbraio - Jean-Sébastien Legros, allenatore di calcio e ex calciatore belga
- 16 febbraio - Giovanni Nicchi, mafioso italiano
- 16 febbraio - Edik' Sajaia, ex calciatore georgiano
- 16 febbraio - Jaroslav Šedivec, dirigente sportivo e ex calciatore ceco
- 16 febbraio - Matías Urbano, ex calciatore argentino
- 16 febbraio - Narongchai Vachiraban, ex calciatore thailandese
- 16 febbraio - Qyntel Woods, ex cestista statunitense
- 17 febbraio - Tiberiu Bălan, ex calciatore rumeno
- 17 febbraio - Davide Banzato, presbitero, scrittore e conduttore televisivo italiano
- 17 febbraio - Gregor Bermbach, bobbista tedesco
- 17 febbraio - Federico Bobba, ex hockeista su ghiaccio italiano
- 17 febbraio - Deila Boni, dirigente sportiva e ex calciatrice italiana
- 17 febbraio - Kenny Brown, ex cestista statunitense
- 17 febbraio - Mark Demetz, ex hockeista su ghiaccio italiano
- 17 febbraio - T.J. Duckett, ex giocatore di football americano statunitense
- 17 febbraio - Bernhard Eisel, dirigente sportivo e ex ciclista su strada austriaco
- 17 febbraio - Hugo Évora, ex calciatore capoverdiano
- 17 febbraio - Jonathan Gilad, pianista francese
- 17 febbraio - Joseph Gordon-Levitt, attore e regista statunitense
- 17 febbraio - Diego Guidi, ex calciatore argentino
- 17 febbraio - John Hassall, bassista britannico
- 17 febbraio - Paris Hilton, personaggio televisivo, socialite e imprenditrice statunitense
- 17 febbraio - Matías Ibarra, ex cestista argentino
- 17 febbraio - Pontus Segerström, calciatore svedese († 2014)
- 17 febbraio - Baiba Skride, violinista lettone
- 17 febbraio - Stefanie Stemmer, ex sciatrice alpina tedesca
- 17 febbraio - Gennaro Volpe, allenatore di calcio e ex calciatore italiano
- 17 febbraio - Paul Wasicka, giocatore di poker statunitense
- 18 febbraio - Vladislav Babičev, pallavolista russo
- 18 febbraio - Matteo Burgsthaler, ex pallavolista italiano
- 18 febbraio - Joshua Cinnamo, atleta paralimpico statunitense
- 18 febbraio - Christian De Lorenzi, ex biatleta italiano
- 18 febbraio - Youssef El Akchaoui, ex calciatore marocchino
- 18 febbraio - Raffaele Gragnaniello, ex calciatore italiano
- 18 febbraio - Kim Jae-won, attore e modello sudcoreano
- 18 febbraio - Andrej Kirilenko, ex cestista e dirigente sportivo russo
- 18 febbraio - Ericka Lorenz, ex pallanuotista statunitense
- 18 febbraio - Peng Bo, tuffatore cinese
- 18 febbraio - Arturo David Ramírez, ex calciatore argentino
- 18 febbraio - Alex Ríos, ex giocatore di baseball statunitense
- 18 febbraio - Alje Schut, ex calciatore olandese
- 18 febbraio - Ivan Sproule, allenatore di calcio e ex calciatore nordirlandese
- 18 febbraio - Kamasi Washington, sassofonista, compositore e arrangiatore statunitense
- 19 febbraio - Laura Azcurra, attrice argentina
- 19 febbraio - Thomas Buffel, ex calciatore belga
- 19 febbraio - Omar Charef, calciatore marocchino
- 19 febbraio - Emanuele Cozzolino, politico italiano
- 19 febbraio - Assunta De Rossi, attrice filippina
- 19 febbraio - Beth Ditto, cantante statunitense
- 19 febbraio - Denis Evsikov, ex calciatore russo
- 19 febbraio - R.T. Guinn, cestista statunitense
- 19 febbraio - Thomas Holm, allenatore di calcio e ex calciatore norvegese
- 19 febbraio - Benny Lekström, calciatore e giocatore di calcio a 5 svedese
- 19 febbraio - Joshua Mann-Rea, ex rugbista a 15 australiano
- 19 febbraio - Kyle Martino, ex calciatore statunitense
- 19 febbraio - Brett McClure, ex ginnasta statunitense
- 19 febbraio - Miguel Mea Vitali, ex calciatore venezuelano
- 19 febbraio - Lea T, supermodella e personaggio televisivo brasiliana
- 19 febbraio - Tina Pisnik, ex tennista slovena
- 19 febbraio - Nicky Shorey, ex calciatore inglese
- 19 febbraio - Shawn Spears, wrestler canadese
- 19 febbraio - Aleksandr Stukalin, schermidore russo
- 19 febbraio - Uros Vico, allenatore di tennis e ex tennista italiano
- 19 febbraio - Andreas Vinciguerra, ex tennista svedese
- 20 febbraio - Daniele Casadei, cestista italiano
- 20 febbraio - Majandra Delfino, attrice e cantante statunitense
- 20 febbraio - Giovanni Favia, politico italiano
- 20 febbraio - Elisabeth Görgl, ex sciatrice alpina austriaca
- 20 febbraio - Jovan Harris, ex cestista statunitense
- 20 febbraio - Tony Hibbert, ex calciatore inglese
- 20 febbraio - Moisés Hurtado, ex calciatore spagnolo
- 20 febbraio - Fred Jackson, ex giocatore di football americano statunitense
- 20 febbraio - Adrian Lamo, informatico statunitense († 2018)
- 20 febbraio - Franklin Lucena, ex calciatore venezuelano
- 20 febbraio - Roberto Meloni, judoka italiano
- 20 febbraio - Crocefisso Miglietta, calciatore italiano
- 20 febbraio - Agnieszka Nagay, tiratrice a segno polacca
- 20 febbraio - Akona Ndungane, rugbista a 15 sudafricano
- 20 febbraio - Odwa Ndungane, rugbista a 15 sudafricano
- 20 febbraio - Alessia Patacconi, annunciatrice televisiva e attrice italiana
- 20 febbraio - Nicolas Penneteau, ex calciatore francese
- 20 febbraio - Jocko Sims, attore e produttore cinematografico statunitense
- 20 febbraio - Marestella Sunang, lunghista filippina
- 20 febbraio - Chris Thile, musicista statunitense
- 21 febbraio - Thomas Beck, allenatore di calcio e ex calciatore liechtensteinese
- 21 febbraio - Francesca Galizia, politica italiana
- 21 febbraio - Floor Jansen, cantautrice olandese
- 21 febbraio - Jun Kaname, attore giapponese
- 21 febbraio - Eugene Katchalov, giocatore di poker ucraino
- 21 febbraio - Lynn Loyns, ex hockeista su ghiaccio canadese
- 21 febbraio - Giovanni Truppi, cantautore italiano
- 21 febbraio - Tsuyoshi Wada, giocatore di baseball giapponese
- 22 febbraio - Klaus Alinen, ex giocatore di football americano e allenatore di football americano finlandese
- 22 febbraio - Asan Bazaev, ex ciclista su strada kazako
- 22 febbraio - Marta Dziadura, pentatleta polacca
- 22 febbraio - Aurimas Kučys, ex calciatore lituano
- 22 febbraio - David Martin, ex tennista statunitense
- 22 febbraio - David Norris, calciatore inglese
- 22 febbraio - Chakuza, rapper austriaco
- 22 febbraio - Adriano Pigato, ex cestista italiano
- 22 febbraio - Bobbie Singer, cantante austriaca
- 22 febbraio - Elaia Torrontegui, ex taekwondoka spagnola
- 22 febbraio - Élodie Yung, attrice francese
- 23 febbraio - Gareth Barry, ex calciatore inglese
- 23 febbraio - LaVell Blanchard, ex cestista statunitense
- 23 febbraio - Raphael Botti, ex calciatore brasiliano
- 23 febbraio - Jan Böhmermann, conduttore radiofonico e comico tedesco
- 23 febbraio - Stephen Devassy, musicista indiano
- 23 febbraio - Daniele Ficagna, allenatore di calcio e ex calciatore italiano
- 23 febbraio - Josh Gad, attore statunitense
- 23 febbraio - Steven Goldstein, pilota automobilistico colombiano
- 23 febbraio - Sophie Lefèvre, ex tennista francese
- 23 febbraio - Jeffrey Leiwakabessy, ex calciatore olandese
- 23 febbraio - Hal Luscombe, ex rugbista a 15 sudafricano
- 23 febbraio - Malgosia Majewska, modella canadese
- 23 febbraio - Davide Marchini, allenatore di calcio e ex calciatore italiano
- 23 febbraio - Cody Mattern, schermidore statunitense
- 23 febbraio - Thomas Moriggl, ex fondista italiano
- 23 febbraio - Kimmo Muurinen, ex cestista finlandese
- 23 febbraio - Mai Nakahara, cantante e doppiatrice giapponese
- 23 febbraio - Dylan Ryder, ex attrice pornografica statunitense
- 23 febbraio - Diego Saccà, ex rugbista a 15 e allenatore di rugby a 15 italiano
- 23 febbraio - Jaakko Tallus, ex combinatista nordico finlandese
- 23 febbraio - Charles Tillman, ex giocatore di football americano statunitense
- 23 febbraio - Miroslav Zelinka, arbitro di calcio ceco
- 23 febbraio - Uedson Ney dos Santos, ex calciatore brasiliano
- 24 febbraio - Bruno Aguiar, ex calciatore portoghese
- 24 febbraio - Jonas Andersson, ex hockeista su ghiaccio svedese
- 24 febbraio - Felipe Baloy, ex calciatore panamense
- 24 febbraio - Timo Bernhard, pilota automobilistico tedesco
- 24 febbraio - Bobi Božinovski, ex calciatore macedone
- 24 febbraio - Giácomo Di Giorgi, ex calciatore venezuelano
- 24 febbraio - Brian Flores, allenatore di football americano statunitense
- 24 febbraio - Lleyton Hewitt, ex tennista e allenatore di tennis australiano
- 24 febbraio - Jamal Ma'aytah, ex cestista tedesco
- 24 febbraio - Ivano Quartuccio, allenatore di pallanuoto italiano
- 24 febbraio - Casey Robertson, rugbista a 15 e allenatrice di rugby a 15 neozelandese
- 24 febbraio - Mauro Rosales, ex calciatore argentino
- 24 febbraio - Bob Sanders, giocatore di football americano statunitense
- 24 febbraio - César Santin, allenatore di calcio e ex calciatore brasiliano
- 24 febbraio - Georg Späth, ex saltatore con gli sci tedesco
- 24 febbraio - Alesana Tuilagi, rugbista a 15 samoano
- 24 febbraio - Jean de Villiers, ex rugbista a 15 sudafricano
- 24 febbraio - Anna Visigalli, ex altista italiana
- 24 febbraio - Rafał Wieruszewski, velocista polacco
- 24 febbraio - Suat Zendeli, ex calciatore macedone
- 25 febbraio - Alessandro Budel, allenatore di calcio e ex calciatore italiano
- 25 febbraio - Cory Chase, attrice pornografica statunitense
- 25 febbraio - Renata Colombo, pallavolista brasiliana
- 25 febbraio - Ifeoma Dieke, calciatrice scozzese
- 25 febbraio - Manuel Garcia-Rulfo, attore messicano
- 25 febbraio - Łukasz Garguła, calciatore polacco
- 25 febbraio - Shahid Kapoor, attore indiano
- 25 febbraio - Jamie Lynn, ex attrice pornografica statunitense
- 25 febbraio - Simina Mandache, ex cestista rumena
- 25 febbraio - Park Ji-sung, dirigente sportivo, allenatore di calcio e ex calciatore sudcoreano
- 25 febbraio - Marek Plawgo, ostacolista e velocista polacco
- 25 febbraio - Pablo Ruiz Barrero, ex calciatore spagnolo
- 25 febbraio - Joe Shipp, ex cestista statunitense
- 26 febbraio - Märt Avandi, attore e comico estone
- 26 febbraio - Tomislav Dujmović, ex calciatore croato
- 26 febbraio - Alessandro Fabbro, allenatore di calcio e ex calciatore italiano
- 26 febbraio - Andrej Fedjaev, cosmonauta russo
- 26 febbraio - Daniel Geale, pugile australiano
- 26 febbraio - Demetrius Grosse, attore statunitense
- 26 febbraio - Edyta Herbuś, ballerina e attrice polacca
- 26 febbraio - Robert Mathis, ex giocatore di football americano statunitense
- 26 febbraio - Jean-Pascal Mignot, ex calciatore francese
- 26 febbraio - Michael James Stewart, ex calciatore scozzese
- 26 febbraio - Alex Uhlmann, cantautore e chitarrista lussemburghese
- 26 febbraio - Sharon Van Etten, cantautrice e attrice statunitense
- 26 febbraio - Zach Wells, ex calciatore statunitense
- 26 febbraio - Damion Williams, ex calciatore giamaicano
- 26 febbraio - Tanja Ćirov, ex cestista serba
- 27 febbraio - Stefanie Böhler, ex fondista tedesca
- 27 febbraio - Matteo Cerami, regista e sceneggiatore italiano
- 27 febbraio - Pascal Feindouno, ex calciatore guineano
- 27 febbraio - Evi Goffin, cantante belga
- 27 febbraio - Natalie Grandin, ex tennista sudafricana
- 27 febbraio - Josh Groban, cantautore, produttore discografico e attore statunitense
- 27 febbraio - Nick Langworthy, politico statunitense
- 27 febbraio - Aġvan Mkrtčyan, ex calciatore armeno
- 27 febbraio - Élodie Ouédraogo, ex ostacolista e velocista belga
- 27 febbraio - Juan Riedinger, attore canadese
- 27 febbraio - Robert de Pinho de Souza, ex calciatore brasiliano
- 27 febbraio - Andrés Rodríguez Fernández, ex cestista portoricano
- 27 febbraio - Ilaria Spada, attrice, conduttrice televisiva e ballerina italiana
- 28 febbraio - Mark Brown, ex calciatore scozzese
- 28 febbraio - Angelo Cervellera, ex arbitro di calcio italiano
- 28 febbraio - Julija Chakimova, schermitrice russa
- 28 febbraio - Henda Chebli, ex cestista tunisina
- 28 febbraio - Abdoulaye Djire, ex calciatore ivoriano
- 28 febbraio - Paolo Gaudio, regista, animatore e sceneggiatore italiano
- 28 febbraio - Jordi López, ex calciatore spagnolo
- 28 febbraio - Nicolas Puydebois, ex calciatore francese
- 28 febbraio - Florent Serra, ex tennista francese
- 28 febbraio - Roberto Trashorras, allenatore di calcio e ex calciatore spagnolo